# Bercenay-en-Othe

Bercenay-en-Othe este o comună în departamentul Aube din nord-estul Franței. În 1 ianuarie 2022 avea o populație de 419 de locuitori.